# Andreï Sokolov
Pour les articles homonymes, voir Andreï Sokolov (acteur) et Sokolov.
Ne doit pas être confondu avec Ivan Sokolov.
Andreï Iourievitch Sokolov (en russe : Андрей Юрьевич Соколов, ISO 9 : Andrej Ûr'evič Sokolov), né le 20 mars 1963 à Vorkouta, République des Komis en République socialiste fédérative soviétique de Russie, est un joueur d'échecs soviétique puis russe, également naturalisé français en 2000. Grand maître international du jeu d'échecs depuis 1984, il a remporté le championnat du monde junior en 1982 (devant Benjamin et Short), le championnat d'URSS en 1984 et fut finaliste du tournoi des candidats en 1987 contre Anatoli Karpov.
Au 1er janvier 2011, il a un classement Elo de 2 583 points, ce qui en fait le 11e joueur français.
Il évolue actuellement en France pour le club de Mulhouse, où il est également entraîneur.
Andreï Sokolov ne doit pas être confondu avec le joueur letton, Andrejs Sokolovs (aussi transcrit Andrei Sokolov) né en 1972.

## Biographie et carrière
Il apprend à jouer aux échecs à l'âge de six ans auprès de son père. À 12 ans il entre dans une école d'échecs de Moscou et y a Vladimir Yourkov comme premier entraîneur. Au début des années 1980, il surgit tel un « météore » dans le monde des échecs: Sokolov gagne le championnat d'URSS junior en 1981, puis le Championnat du monde d'échecs junior en 1982 à Copenhague; il devient champion d'URSS en 1984 à Lviv et obtient son titre de grand maître international de la FIDE. Sokolov obtient la médaille d'or avec l'URSS à l'Olympiade d'échecs de 1984 à Thessalonique et de 1986 à Dubaï, ainsi qu'au championnat du monde d'échecs par équipes disputé pour la première fois à Lucerne en 1985.
Sokolov sort vainqueur du cycle des candidats en 1985-1986, en remportant le tournoi de Montpellier en 1985 et en battant Rafael Vaganian  6-2 (+4 -0 =4) puis Arthur Youssoupov 7,5-6,5 (+4 -3 =7) à Riga, ce qui lui permet de devenir numéro 3 mondial. Sokolov affronte Anatoli Karpov en finale et il est battu 3,5-7,5 (+0-4=7) à Linares. Karpov se retrouve ainsi dans le match pour le titre face à Garry Kasparov à Séville en 1987.
En 1988, Sokolov bat à la fois Karpov et Kasparov lors des tournois de la Coupe du monde GMA. En 1990, il remporte l'open de Moscou de Tal et Vaganian.
En 1995, il finit 1er-5e du championnat de Russie d'échecs, le titre de champion de Russie revenant à Peter Svidler, vainqueur au départage.

### Carrière en club
Sokolov acquiert la nationalité française le 26 décembre 2000. Il joue au club d'échecs de Mulhouse, en Top 12 français.